# ヴォイジャー (映画)
『ヴォイジャー』（Voyagers）は、2021年のアメリカ合衆国・イギリス・チェコ・ルーマニアのSF映画。監督はニール・バーガー、出演はタイ・シェリダン、リリー＝ローズ・デップ、コリン・ファレルなど。
人類が移住可能な惑星へ向け、3世代、86年の旅に出発した30人の子どもたちが、地球を離れてから10年後、自分たちが薬で感情を抑えられていたことを知り、薬の服用をやめたことから船内の統制が崩壊していくさまを描いている。

## ストーリー
近未来。環境汚染が進んだ地球は人類存亡の危機に晒されていた。観測により地球に代わる惑星が発見されたが、そこに到達するには86年もの星間旅行が必要だった。そこで、人類は遺伝子工学を駆使して優秀な30人の子供たちを生み出し、彼/彼女らとその世話役兼メンターの大人リチャードを世代宇宙船で太陽系外の新天地へと送り出した。
それから10年。30人の幼子たちは立派な若者に成長していた。彼/彼女らは毎日青い液体を与えられたが、それは本能や感情を抑え、宇宙船での単調な暮らしに耐えるための薬だった。しかしある日、好奇心の強いクリストファーが薬の正体に気付いてしまった。友人のザックと薬の服用をやめ、若者らしい感情に目覚めるクリストファーたち。特にザックは攻撃性や生来の支配欲が増してしまった。
通信装着の故障により地球との連絡が絶たれた。修理の為に船外に出るリチャードとクリストファー。だが、予期せぬ事故でリチャードが死亡してしまった。エイリアンがリチャードを襲ったと騒ぐザック。実はリチャードの死は、ザックが嫌がらせで流した電流による感電死だったのだ。新リーダーとして監視カメラの録画を確認し、全員に事実を伝えるクリストファー。だがザックは、リチャードに憑いたエイリアンを殺す為だったと言い張った。言葉巧みに仲間たちを操り、大半を味方につけるザック。
青い液体を飲むことを止め、理性を失う若者たち。冷静さを保ったクリストファーたち少数派は孤立した。扇動者のザックを倒せば、他の若者は正気に戻ると思われたが、少数派は一人また一人と殺され、クリストファーとセラだけが取り残された。武器を手に入れたザックから逃げ回り、追い詰められるクリストファーとセラ。だが、クリストファーたちは遂にザックを倒すことに成功した。
生き残った若者たちは改めて結束を誓い、青い液体に頼ることなく子孫を産み育てて旅を続けた。地球を出発して86年。様々な世代の乗員を乗せた宇宙船は、目的の惑星に到着した。

## キャスト
※括弧内は日本語吹替
- クリストファー: タイ・シェリダン（白石兼斗）
- セラ: リリー＝ローズ・デップ（大地葉）
- ザック: フィン・ホワイトヘッド（伊藤有希[4]）
- リチャード・アリング: コリン・ファレル（野沢聡）
- フィービー: シャンテ・アダムス（英語版）
- エドワード: アイザック・ヘンプステッド＝ライト
- ピーター: ヴィヴェイク・カルラ（英語版）
- カイ: アーチー・マデクウィ
- ジュリー: クインテッサ・スウィンデル（英語版）（市川ひかる[5]）
- アレックス: アーチー・ルノー（英語版）
- アンダ: マディソン・フー（英語版）

## 製作・音楽
2019年1月17日、ニール・バーガー監督が新作SF映画の製作に着手していると報じられた。4月26日、コリン・ファレル、タイ・シェリダン、リリー＝ローズ・デップ、フィン・ホワイトヘッドの起用が発表された。6月17日、本作の主要撮影がルーマニアで始まった。28日、アイザック・ヘンプステッド＝ライト、シャンテ・アダムス、ヴィヴェイク・カルラ、クインテッサ・スウィンデル、アーチー・マデクウィ、アーチー・ルノーがキャスト入りした。11月19日、トレヴァー・ガレキスが本作で使用される楽曲を手掛けるとの報道があった。2021年4月16日、レイクショア・レコーズが本作のサウンドトラックを発売した。

## マーケティング・興行収入
2019年6月28日、ライオンズゲートが本作の全米配給権を獲得したと報じられた。2021年3月16日、本作のオフィシャル・トレイラーが公開された。4月9日、本作は全米1972館で全米公開され、公開初週末に137万ドルを稼ぎ出し、週末興行収入ランキング初登場5位となった。
当初、本作は2020年11月25日に全米公開される予定だったが、新型コロナウイルスの感染拡大を受けて、翌年に公開が延期された。

## 評価
本作に対する批評家の評価は芳しいものではない。映画批評集積サイトのRotten Tomatoesには105件のレビューがあり、批評家支持率は28%、平均点は10点満点で5.1点となっている。サイト側による批評家の見解の要約は「実力派の俳優たちを起用しており、その設定には十分なポテンシャルがあった。それにも拘らず、『ヴォイジャー』はよく練り上げられたテーマを十分に掘り下げることができず、ありふれたSF映画に堕してしまった。」となっている。また、Metacriticには34件のレビューがあり、加重平均値は44/100となっている。なお、本作のCinemaScoreはCとなっている。